# Salimata Simporé
Salimata Simporé (sinh ngày 29 tháng 1 năm 1987) là một cầu thủ bóng đá Burkina Faso, chơi ở vị trí tiền vệ cho đội tuyển bóng đá quốc gia Burkina Faso.

## Sự nghiệp câu lạc bộ
Simporé chơi cho Princesses năm 2005  và năm 2015  và cho USFA năm 2016. Vào tháng 10 năm 2006, Simporé đã được đăng ký làm cầu thủ cho câu lạc bộ Equatorial Guinean Las Vegas.

## Sự nghiệp quốc tế
Từ năm 2006 đến 2010, Simporé sinh ra ở Burkinabé từng chơi cho Equatorial Guinea với tư cách là một người chơi nhập tịch, đã hợp nhất các đội của Equatorial Guinea đã giành giải vô địch nữ châu Phi 2008 và giành vị trí thứ hai trong Giải vô địch nữ châu Phi 2010, cho phép Guinea Xích đạo đủ điều kiện tham dự FIFA World Cup 2011. Vào khoảng tháng 4 năm 2011, Simporé đã bị loại khỏi huấn luyện viên người Brazil gốc Ý Marcelo Frigerio, người gần đây đã giả định, chỉ một vài tháng trước khi tham gia World Cup. Kể từ đó, Simporé không bao giờ được gọi bởi Guinea Xích đạo.
Simporé là thành viên của đội tuyển bóng đá quốc gia Burkina Faso năm 2007 (với tư cách là đội trưởng của họ), ghi 8 bàn, và 2018.

### Mục tiêu quốc tế
Tỉ số và kết quả của Guinea Xích đạo hiện trước tiên
| Số | Ngày                      | Địa điểm                                   | Đối thủ                        | Ghi bàn | Kết quả  | Cuộc thi                          |
| -- | ------------------------- | ------------------------------------------ | ------------------------------ | ------- | -------- | --------------------------------- |
| 1  | 18 tháng 11 năm 2008      | Estádio de Malabo, Malabo, Guinea Xích đạo | liên_kết=\|viền Cộng hòa Congo | 1 ăn0   | 5 trận2  | Giải vô địch nữ châu Phi 2008     |
| 2  | 23 tháng 5 năm 2010       | Sân vận động Sam Nujoma, Windhoek, Namibia | liên_kết=\|viền Namibia        | 4 ăn1   | 5 trận1  | Trình độ vô địch nữ châu Phi 2010 |
| 3  | Ngày 8 tháng 11 năm 2010  | Sân vận động Sinaba, Daveyton, Nam Phi     | liên_kết=\|viền Ghana          | 2 C11   | 3 Tiếng1 | Giải vô địch nữ châu Phi 2010     |
| 4  | Ngày 11 tháng 11 năm 2010 | Sân vận động Sinaba, Daveyton, Nam Phi     | liên_kết=\|viền Nam Phi        | 1 ăn0   | 3 Tiếng1 | Giải vô địch nữ châu Phi 2010     |
| 5  | Ngày 11 tháng 11 năm 2010 | Sân vận động Sinaba, Daveyton, Nam Phi     | liên_kết=\|viền Nam Phi        | 3 ăn0   | 3 Tiếng1 | Giải vô địch nữ châu Phi 2010     |

Tỉ số và kết quả của Burkina Faso hiện trước
| Số | Ngày                     | Địa điểm                                                | Đối thủ                     | Ghi bàn | Kết quả | Cuộc thi                               |
| -- | ------------------------ | ------------------------------------------------------- | --------------------------- | ------- | ------- | -------------------------------------- |
| 1  | Ngày 14 tháng 2 năm 2018 | Stade Robert Champroux, Abidjan, Bờ biển Ngà            | liên_kết=\|viền Niger       | 1 ăn0   | 5 trận1 | Cúp nữ WAFU 2018                       |
| 2  | Ngày 16 tháng 2 năm 2018 | Công viên thể thao de Treichville, Abidjan, Bờ biển Ngà | liên_kết=\|viền Bờ Biển Ngà | 1 C11   | 1111    | Cúp nữ WAFU 2018                       |
| 3  | Ngày 7 tháng 4 năm 2018  | Stade du 4 Août, Ouagadougou, Burkina Faso              | liên_kết=\|viền Gambia      | 1 C11   | 2 trận1 | Vòng loại cúp bóng đá nữ châu Phi 2018 |
| 4  | Ngày 7 tháng 4 năm 2018  | Stade du 4 Août, Ouagadougou, Burkina Faso              | liên_kết=\|viền Gambia      | 2 C11   | 2 trận1 | Vòng loại cúp bóng đá nữ châu Phi 2018 |
| 5  | Ngày 10 tháng 4 năm 2018 | Sân vận động Độc lập, Bakau, Gambia                     | liên_kết=\|viền Gambia      | 1 LẦN2  | 1122    | Vòng loại cúp bóng đá nữ châu Phi 2018 |

## Tranh cãi về giới
Ngoài cơ chế mà Simporé được nhập tịch bởi Guinea Xích đạo, tranh cãi chính nảy sinh liên quan đến việc Simporé có thực sự là đàn ông hay không. Năm 2015, Frigerio, hiện là cựu huấn luyện viên đội tuyển quốc gia cho Equatorial Guinea, nói với báo chí Brazil, Simporé thực tế là một người đàn ông.